# Manfred Enzensperger

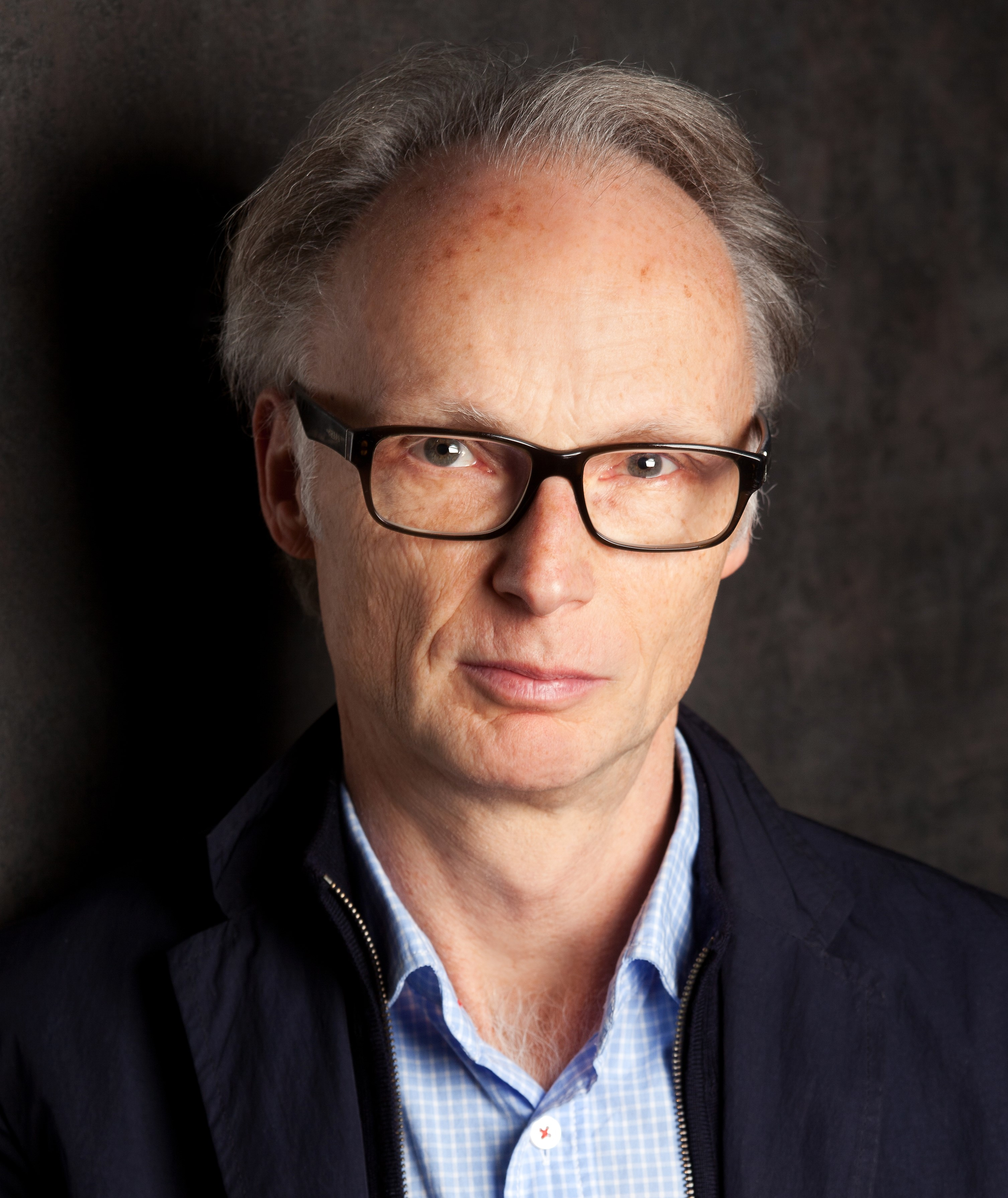
Manfred Enzensperger (2013)

Manfred Enzensperger (* 24. August 1952 in Köln) ist ein deutscher Schriftsteller.

## Leben und Werk
Nach dem Abitur studierte Manfred Enzensperger Anglistik, Germanistik und Erziehungswissenschaft an den Universitäten Köln, Cambridge und Yale (USA). Bis 2017 war er als Fachleiter in der Gymnasiallehrerausbildung am Studienseminar in Leverkusen tätig.
Enzensperger schreibt in erster Linie Gedichte, die in zahlreichen Anthologien und Literaturzeitschriften veröffentlicht wurden.
Erste Gedichte entstanden in der von Ekkehard Skoruppa und anschließend von Norbert Hummelt geleiteten Kölner Schreibwerkstatt, an der u. a. auch Marcel Beyer, Dieter M. Gräf und Barbara Maria Kloos teilnahmen.
1999 debütierte er mit dem Gedichtband Sperrbezirk. Es folgen weitere Gedichtbände (Semiopolis 2002, Zimmerflimmern 2007, Endlich Boppard 2010), die die Tradition der Städtelyrik auf überzeugende Weise fortführen. Sie sind viel mehr als Momentaufnahmen örtlicher Gegebenheiten, da sie durch Überhöhungen Bedeutungen immer wieder reflektieren und die Stadt als Zeichensystem thematisieren. So sieht die Neue Zürcher Zeitung in Manfred Enzensperger einen sensiblen Seismographen moderner Städtelandschaften.
Im Nachwort zu Manfred Enzenspergers und wenn du aus dem haus gehst ist dort der tag schreibt Ilma Rakusa: Als Leser wird man Enzenspergers Wahrnehmungssensibilität und kühne Kunst, diese in Sprache zu fassen, als große Bereicherung empfinden. Auf Abbildhaftigkeit ist kein Verlass, was uns entgegentritt, hat bereits manche Verfremdung hinter sich. Doch gerade so lernen wir sehen, auf  neue, nie dagewesene Weise.
2003 spürte Manfred Enzensperger mit sieben Lyrikern der Frage Wie entstehen Gedichte? auf Schloss Elmau nach. In der 2005 im Dumont Verlag erschienenen Anthologie Die Hölderlin Ameisen, Vom Finden und Erfinden der Poesie sind 36 Autoren versammelt, die den Entstehungsprozess ihrer Gedichte durch Materialien und Gedichte sichtbar werden lassen.
Mit Gedichten aus Semiopolis und Endlich Boppard war Manfred Enzensperger 2002 und 2010 Finalist beim Lyrikpreis Meran.
Manfred Enzensperger lebt in Köln und Leverkusen.

## Einzeltitel
- tisch. gedichte. Verlag Ralf Liebe, Weilerswist 2024.
- tage, mäuse, himmelfahrt. gedichte, notate, prosaminiaturen. Verlag Ralf Liebe, Weilerswist 2021.
- und wenn du aus dem haus gehst ist dort der tag. Gedichte 1998–2018. Verlag Ralf Liebe, Weilerswist 2018.
- eingeschneite hunde. LYRIKPAPYRI. Edition Voss. Horlemann, Berlin 2013.
- Endlich Boppard. Gedichte. Horlemann, Bad Honnef 2010.
- Zimmerflimmern. Gedichte. Horlemann, Bad Honnef 2007.
- Semiopolis. Gedichte. Horlemann, Bad Honnef 2002.
- Strich und Faden. Gedichte. Horlemann, Bad Honnef 2000.
- Sperrbezirk. Gedichte. Horlemann, Bad Honnef 1999.

## Anthologien und Literaturzeitschriften (Auswahl)

### Anthologien
- Axel Kutsch (Hrsg.): Versnetze. Deutschsprachige Lyrik der Gegenwart. Verlag Ralf Liebe, Weilerswist 2009–2022.
- Werner Bucher, Jolanda Fäh (Hrsg.): Poesie Agenda. orte Verlag, Wolfhalden / Oberegg / Schwellbrunn, 2005–2023.
- Shafiq Naz (Hrsg.): Der Deutsche Lyrikkalender. Jeder Tag ein Gedicht. Alhambra Publishing, Bertem 2009–2013.
- Rainer Stolz, Udo Wenzel (Hrsg.): Haiku hier und heute. dtv, München 2012.
- Christoph Buchwald (Hrsg.): Jahrbuch der Lyrik 2004, 2008, 2013, 2015, 2020.
- Karl Otto Conrady (Hrsg.): Der Große Conrady. Das Buch deutscher Gedichte von den Anfängen bis zur Gegenwart. Verlag Jürgen Artemis & Winkler, Düsseldorf 2008.
- Karl Otto Conrady (Hrsg.): In höchsten Höhen. Aufbau Verlag, Berlin 2005.
- Michael Buselmeier: Der Knabe singts im Wunderhorn. Romantik heute. Verlag Das Wunderhorn, Heidelberg 2006.
- Jürgen Nendza, Hajo Steinert (Hrsg.): stadt land fluss. Lilienfeld Verlag, Düsseldorf 2014.
- Axel Kutsch (Hrsg.): An Deutschland gedacht. Verlag Ralf Liebe, Weilerswist 2009.
- Thomas Kopfermann: Liebesgedichte, Barock, Romantik, Gegenwart. Klett Verlag, Stuttgart 2009.
- Anton G. Leitner (Hrsg.): SMS Lyrik.160 Zeichen Poesie. dtv, München 2003.
- Anton G. Leitner (Hrsg.): Mach dein erstes Türchen auf! Neue Gedichte zur Weihnacht, Reclam, Stuttgart 2016.
- Björn Kuhligk, Tom Schulz (Hrsg.): Das Kölner Kneipenbuch. Kölner Autoren und ihre Kneipen. Dumont Verlag, Köln 2011.
- Theo Breuer (Hrsg.): NordWestSüdOst. Gedichte von Zeitgenossen. Edition YE, Sistig/Eifel 2003.
- Theo Breuer: Wörter sind Wind in Wolken, Autographen deutschsprachiger Dichter. edition bauwagen, Itzehoe 2000.